# Herbstosaurus
Herbstosaurus es el nombre dado a un género de pterosaurio que vivió durante el período Jurásico, en lo que ahora es Argentina.
En 1969 el paleobotánico argentino Rafael Herbst estando en la provincia de Neuquén en Picun Leufú excavó una pieza de arenisca que contenía un número de huesos desarticulados de un pequeño reptil. Por entonces asumió que la roca databa del Jurásico Medio (Calloviense), hace cerca de 163 millones de años.
En 1974/1975 el paleontólogo Rodolfo Magín Casamiquela nombró el hallazgo como un nuevo género. La especie tipo es Herbstosaurus pigmaeus. El nombre del género honra a Herbst en conexión con el término griego sauros, "lagarto", un elemento usual en los nombres de dinosaurios — Casamiquela asumió que el nuevo género era un dinosaurio terópodo. El nombre de la especie se deriva del griego pygmaios, "pigmeo, enano": se pensaba que representaba a un celurosaurio similar a Compsognathus perteneciente a la familia Coeluridae y uno de los menores dinosaurios conocidos por aquella época.
El holotipo es CTES-PZ-1711, consistiendo de un sacro, elementos pélvicos y ambos fémures. Los huesos dispersos están comprimidos, aplastados por el peso de las capas de roca.
Casamiquela también indicó que la nueva especie era muy distinta de otros terópodos debido a su iliaco inusualmente largo y un isquion corto. En 1978 John Ostrom, mientras revisaba las relaciones de Compsognathus, concluyó que estas características se explicaban mejor con la hipótesis de que Herbstosaurus no era un dinosaurio, sino un pterosaurio, para los cuales esas proporciones eran normales. La nueva identificación permitió que ciertos materiales fragmentarios de pterosaurio hallados en las mismas capas fueran referidos a Herbstosaurus, entre ellos un hueso del ala.
La posición filogenética de Herbstosaurus ha probado ser dificultosa de determinar, sin desarrollarse ningún consenso. En 1981 Peter Galton estableció que era un miembro del grupo Pterodactyloidea. Robert Carroll en su libro de texto general sobre paleontología de vertebrados de 1988 lo redujo a ser un Pterodactylidae. Peter Wellnhofer sin embargo, en 1991 sugirió que no era un pterodactiloide sino un pterosaurio más basal, en vista de la forma de la pelvis. En 1996 David Unwin concluyó que Herbstosaurus era un miembro primitivo de la superfamilia Dsungaripteroidea. Esto fue puesto nuevamente en duda por Laura Codorniú y Zulma Gasparini en 2007.
Herbstosaurus ha generado un especial interés debido a que probablemente es uno de los pterodactiloides más antiguos conocidos. Sin embargo, más tarde se determinó que había sido hallado en la formación Vaca Muerta del Jurásico Superior (Titoniense).